# Miss Baja California Sur
Miss Baja California Sur es un certamen de belleza el cual tiene como objetivo elegir a la representante de Baja California Sur en el concurso nacional Miss México.
Además del certamen estatal, se celebran cinco certámenes municipales, los cuales corresponden uno a cada municipio de la entidad; Comondú (Baja California Sur), La Paz (Baja California Sur), Loreto (Baja California Sur), Los Cabos (Baja California Sur) y Mulegé (Baja California Sur).
Coordinador: Tomás Esquer / Jennifer González

## Representante
La representante actual de Miss Baja California Sur es Juniva Imperial Gaxiola representante del Municipio de La Paz, B.C.S., es la nueva soberana estatal coronándose el día de 7 de diciembre del 2024 como Miss Baja California Sur, fue primera finalista en el certamen Miss BCS 2021.  
Rumbo a Miss México 2025. Proyecto Social "Latidos del Saber".

## Histórico
GANADORAS
2024: Juniva Imperial, Miss La Paz.
2023: Dania Rosales, Miss Los Cabos. (Top 10 Miss Supranational México, Miss Fotogenia)
2021: Jeniffer González, Miss Los Cabos.
2019: Diana Ramírez, Miss La Paz. (Top 16 Miss México)
2018: Itzayana Meza, Miss Mulegé.
2017: Valeria Verdugo, Miss Los Cabos.
2016: Cristina Zacarías, Miss La Paz.
PRIMERA FINALISTA
2024: No Aplica
2023: Vanessa Valencia, Miss Mulegé.
2021: Juniva Imperial, Miss La Paz.
2019: Alexa Soto, Miss Loreto. 
2018: No Aplica
2017: Irene Icaza, Miss Loreto.
2016: No Aplica
SEGUNDA FINALISTA
2024: No Aplica
2023: Sinjin Licona, Miss Comondú.
2021: Melissa Palomino, Miss El Triunfo.
2019: Patsy Garcia, Miss Los Cabos. 
2018: No Aplica
2017: Syrenia Macias, Miss Mulegé.
2016: No Aplica
- Datos: Q30639853